# Born Again (블랙 사바스의 음반)
| 전문가 평가                   | 전문가 평가 |
| 평가 점수                     | 평가 점수   |
| 출처                          | 점수        |
| ----------------------------- | ----------- |
| AllMusic                      | [ 1 ]       |
| Blender                       | [ 2 ]       |
| The Rolling Stone Album Guide | [ 3 ]       |
| Sputnikmusic                  | 2/5         |
| Metal Forces                  | 8/10        |
| Martin Popoff                 | 10/10       |

《Born Again》은 1983년 8월 9일에 발매된 영국의 헤비 메탈 밴드 블랙 사바스의 열한 번째 스튜디오 음반이다. 이 음반은 딥 퍼플과의 작업으로 가장 잘 알려진 리드 보컬 이언 길런과 함께 녹음한 유일한 음반이다. 또한 독창적인 베이시스트 기저 버틀러가 수록된 9년 간의 마지막 블랙 사바스 음반이었고, 드러머 빌 워드가 1998년 라이브 음반 《Reunion》에서 스튜디오 트랙을 연주할 때까지 마지막으로 수록된 음반이었다. 이 음반은 평론가들로부터 부정적인 평과 엇갈려 왔으나, 1983년 발매 당시 상업적인 성공을 거두어 영국 차트 4위에 올랐다. 이 음반은 미국에서도 40위 안에 들었다.

## 커버 아트
이 음반의 커버는 1968년 잡지에 게재된 아기 사진의 흑백 사본을 바탕으로 스티브 '크루셔' 줄에 의해 구겨졌다. 마틴 포포프는 커버의 이 생물을 "괴물 같은 붉은 새끼 악마"라고 묘사했다. 빌 워드는 개인적으로 음반 커버가 싫다고 말했고 그에 따르면 이언 길런은 처음 봤을 때 토했다고 언론에 말했다. 하지만 토니 아이오미는 역대 최악의 음반 커버 중 하나로 꼽혔다. 《블렌더》의 벤 미첼은 그 커버를 "끔찍하다"고 불렀다. 영국 잡지 《케랑!》은 "메탈/하드 록의 최악의 음반 슬리브 10위"에서 스콜피언스의 《Lovedrive》에 이어 2위에 올랐다. 그 목록은 그 잡지의 독자들의 표를 바탕으로 만들어졌다. 《NME》는 이 소매를 "역대 최악의 음반 커버 29위" 목록에 포함시켰다. 블랙 사바스의 매니저 돈 아덴은 최근 그의 딸 샤론과 결혼한 밴드의 전 보컬리스트 오지 오스본에게 상당히 적대적이었고, 그는 그의 아이들이 《Born Again》 음반 커버를 닮았다고 오스본에게 말하는 것을 좋아했다.

## 곡 목록
모든 곡들은 특별한 언급이 없는 한 토니 아이오미, 기저 버틀러, 빌 워드 그리고 이언 길런에 의해 작사/작곡하였다.
| #  | 제목                      | 재생 시간 |
| -- | ------------------------- | --------- |
| 1. | 〈Trashed〉               | 4:16      |
| 2. | 〈Stonehenge〉            | 1:58      |
| 3. | 〈Disturbing the Priest〉 | 5:49      |
| 4. | 〈The Dark〉              | 0:45      |
| 5. | 〈Zero the Hero〉         | 7:35      |

| #  | 제목                                      | 재생 시간 |
| -- | ----------------------------------------- | --------- |
| 6. | 〈Digital Bitch〉                         | 3:39      |
| 7. | 〈Born Again〉                            | 6:34      |
| 8. | 〈Hot Line (아이오미, 버틀러, 길런)〉     | 4:52      |
| 9. | 〈Keep It Warm (아이오미, 버틀러, 길런)〉 | 5:36      |

## 인증
| 국가                               | 인증 | 판매량/출하량 |
| ---------------------------------- | ---- | ------------- |
| 영국 (BPI)                         | 실버 | 60,000        |
| 판매량+스트리밍을 기반으로 한 인증 |      |               |